# Article premier de la Constitution tunisienne de 1959
Préambule Article 2
L'article premier de la Constitution tunisienne de 1959 est le premier des 78 articles de la Constitution tunisienne adoptée le 1er juin 1959. Il définit les principes fondamentaux de la République tunisienne.
Il fait partie des 17 articles du chapitre intitulé « Dispositions générales », qui décrit les dispositions relatives aux principes de base de l'État tunisien de l'article 1 à 4, ainsi qu'aux droits et aux devoirs du citoyen de l'article 5 à 17.

## Texte
« La Tunisie est un État libre, indépendant et souverain: sa religion est l'islam, sa langue l'arabe et son régime la république. »